# Аплендс-Парк (Міссурі)
Аплендс-Парк (англ. Uplands Park) — селище (англ. village) в США, в окрузі Сент-Луїс штату Міссурі. Населення — 312 особи (2020).

## Географія
Аплендс-Парк розташований за координатами 38°41′33″ пн. ш. 90°16′58″ зх. д. / 38.69250° пн. ш. 90.28278° зх. д. (38.692578, -90.282827).  За даними Бюро перепису населення США в 2010 році селище мало площу 0,18 км², уся площа — суходіл.

## Демографія
Згідно з переписом 2010 року, у селищі мешкало 445 осіб у 168 домогосподарствах у складі 127 родин. Густота населення становила 2431 особа/км².  Було 187 помешкань (1021/км²).
Расовий склад населення:
| - 96,4 % — чорних або афроамериканців - 2,0 % — білих - 1,1 % — корінних американців |

До двох чи більше рас належало 0,0 %. Частка іспаномовних становила 1,1 % від усіх жителів.
За віковим діапазоном населення розподілялося таким чином: 21,8 % — особи молодші 18 років, 58,2 % — особи у віці 18—64 років, 20,0 % — особи у віці 65 років та старші. Медіана віку мешканця становила 45,2 року. На 100 осіб жіночої статі у селищі припадало 80,9 чоловіків;  на 100 жінок у віці від 18 років та старших — 81,2 чоловіків також старших 18 років.
Середній дохід на одне домашнє господарство  становив 52 125 доларів США (медіана — 44 375), а середній дохід на одну сім'ю — 52 973 долари (медіана — 43 750). За межею бідності перебувало 20,6 % осіб, у тому числі 40,6 % дітей у віці до 18 років та 9,3 % осіб у віці 65 років та старших.
Цивільне працевлаштоване населення становило 148 осіб. Основні галузі зайнятості: освіта, охорона здоров'я та соціальна допомога — 47,3 %, виробництво — 11,5 %, мистецтво, розваги та відпочинок — 8,8 %, науковці, спеціалісти, менеджери — 7,4 %.